# Grodvät
Grodvät este o arie protejată (arie specială de conservare — SAC, sit de importanță comunitară — SCI) din Suedia întinsă pe o suprafață de 23,9 ha, integral pe uscat.

## Localizare
Centrul sitului Grodvät este situat la coordonatele 57°43′23″N 18°38′57″E / 57.723°N 18.6492°E.

## Înființare
Situl Grodvät a fost declarat sit de importanță comunitară în ianuarie 2002 pentru a proteja 1 specie de animale. Situl a fost protejat și ca arie specială de conservare în martie 2011.

## Biodiversitate
Situată în ecoregiunea boreală, aria protejată conține 5 habitate naturale: Mlaștini alcaline, Ape puternic oligomezotrofe cu vegetație bentonică cu Chara spp., Mlaștini calcaroase cu Cladium mariscus și specii de Caricion davallianae, Alvar nordic și șisturi calcaroase precambriene, Taiga vestică.
La baza desemnării sitului se află o specie protejată de  nevertebrate: Vertigo angustior.